# George Innes-Ker (9e duc de Roxburghe)
George Victor Robert John Innes-Ker, 9e duc de Roxburghe (7 septembre 1913 - 26 septembre 1974) est un noble et officier écossais.

## Jeunesse
George Victor Robert John Innes-Ker est né le 7 septembre 1913 de Henry Innes-Ker (8e duc de Roxburghe) (1876–1932) et de Mary Goelet (1878–1937). Il est né près de dix ans après le mariage de ses parents, le 10 novembre 1903.
Il grandit à Floors Castle, un domaine de 60 500 acres que sa mère a décoré avec sa propre collection d'art comprenant une série de tapisseries de manufacture des Gobelins.
Ses grands-parents paternels sont James Innes-Ker (7e duc de Roxburghe) (1839–1892) et Anne Emily Spencer-Churchill (1854–1923), la quatrième fille de John Spencer-Churchill (7e duc de Marlborough), qui sert dans Gouvernements conservateurs comme Lord président du Conseil et Lord lieutenant d'Irlande, et son épouse, Frances Vane, fille du 3e marquis de Londonderry. Son père est un cousin germain de Winston Churchill. Son oncle, Robert Edward Innes-Ker (1885–1958), épouse l'actrice Jose Collins (en).
Son grand-père maternel est Ogden Goelet (en) (1851–1897), un millionnaire américain de l'immobilier. Au moment du mariage de ses parents, sa mère est l'héritière américaine la plus riche, avec une dot de vingt millions de dollars, dépassée uniquement par Consuelo Vanderbilt. Il est également petit-neveu de Cornelius Vanderbilt III, et de Grace Vanderbilt (en).

## Vie privée
Le duc fréquente le Collège d'Eton de Windsor, Berkshire, en Angleterre.
Le 24 octobre 1935, il épouse Mary Evelyn Hungerford Crewe-Milnes (1915-2014), fille de Robert Crewe-Milnes, 1er marquis de Crewe, de son mariage avec Margaret Etrenne Hannah Primrose, fille de Archibald Primrose (5e comte de Rosebery). Le mariage se termine par un divorce en 1953, après que le duc ait tenté de manière controversée d'expulser Mary de la maison ancestrale de Floors Castle. Lorsque sa mère veuve meurt en 1967, la duchesse hérite de West Horsley Place où elle est décédée en 2014 à l'âge de 99 ans.
Le 5 janvier 1954, il se remarie à Margaret Elizabeth McConnel (1918–1993), fille de Frederick Bradshaw McConnel à Caxton Hall. Ensemble, ils ont:
- Guy Innes-Ker (10e duc de Roxburghe) (18 novembre 1954 - 29 août 2019)[7]
- Robert Anthony Innes-Ker (né le 28 mai 1959) épouse Katherine Pelly en 1996 (séparé) et a un fils et une fille.

Le 9e duc de Roxburghe est mort le 26 septembre 1974.